# Wahydra bella
Wahydra bella es una especie de mariposa de la familia Hesperiidae que fue descrita originalmente con el nombre de Phlebodes bella, por K.J. Hayward, en 1939, a partir de ejemplares procedentes de Argentina.

## Distribución
Wahydra bella tiene una distribución restringida a la región Neotropical y ha sido reportada en Argentina.

Plantas hospederas
No se conocen las plantas hospederas de W. bella.